# Habib de Edesa
Abibo de Edessa (Edesa, 322) fue un diácono cristiano. Es considerado santo por haber muerto martirizado y se venera como santo en la Iglesia Católica y en la Ortodoxa. Su fiesta litúrgica se celebra el 2 de septiembre.

## Hagiografía
Habib o Abibo fue ordenado diácono y centro su lugar de servicio en Edessa, en Siria, Imperio Bizantino; la ciudad fue un importante centro cristiano de los siglos VI y V.
Por las constantes persecuciones del emperador Galerio, Abibo huyó de la ciudad en el 305, pero pudo regresar años más tarde cuando aquel decretó la tolerancia religiosa en el 311, por medio del Edicto de tolerancia de Serdica. Sin embargo, un año después de su exilio, fuerzas bizantinas asesinaron a sus amigos Gurias y Samonas.

### Martirio
El ascenso al poder del emperador Licinio Valerio trajo consigo nuevas persecuciones a los cristianos. Abibo en un principio fue arrestado y pudo escapar, pero orgulloso de su fe se presentó ante el gobernador de Siria, Teotecne.
Teotecne lo sometió a juicio y luego de varias amenazas infructuosas, condenó a muerte a Abibo.
Abibo fue quemado en la hoguera el 15 de noviembre del 322, en Edesa.

### Leyenda
Al parecer, y según las leyendas locales, a pesar de ya haber muerto, el cuerpo de Abibo no se consumió en el fuego, por lo que fue embalsamado y enterrado cerca de los restos de sus amigos, muertos diecisiete años antes.

## Culto

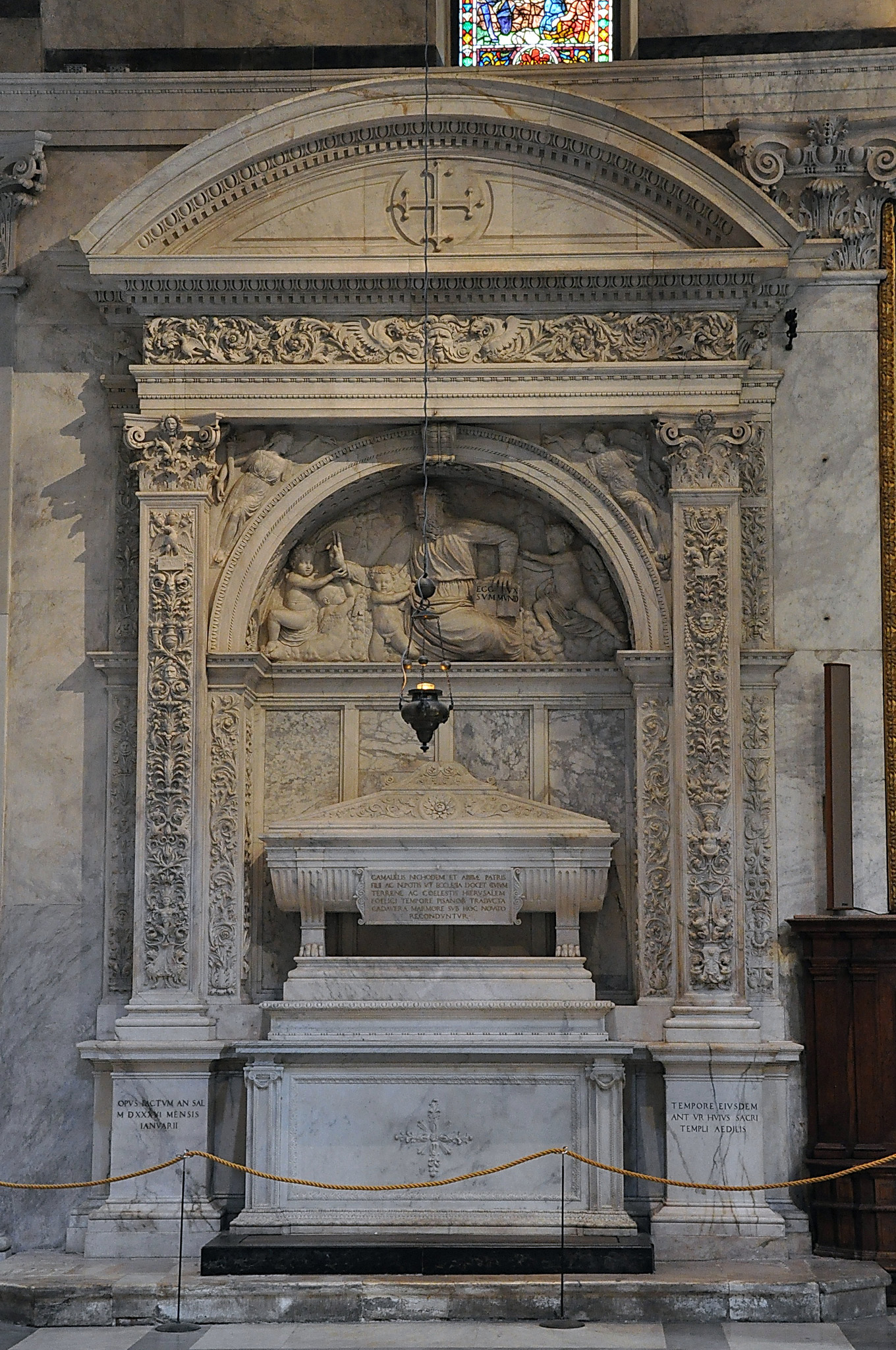
Tumbas de Pisa

Inicialmente se le veneraba el día de su martirio, el 15 de noviembre, junto con Guria y Samona.
Con el tiempo, y por la diferencia de más de 10 años de la muerte de los 3, se trasladó la fiesta de Abibo al 2 de septiembre.
El obispo de Pisa, Dagoberto de Pisa ordenó que, luego de que los restos fueron encontrados en Edesa, se les trasladara a la Catedral de Pisa, donde actualmente reposan los tres cuerpos.
El hallazgo fue documentado en las tablas "Historia de San Esteban" del pintor italiano Bernardo Daddi, y que actualmente están resguardadas en el Museo del Vaticano.